# ジャスティン・カン
ジャスティン・カン（Justin Kan、中: 簡彥豪、1983年7月16日 - ）は、アメリカ合衆国の起業家、投資家。Justin.tv共同創業者、Atrium共同創業者で元CEO。

## 来歴
ワシントン州シアトル出身の中国系アメリカ人。母は17歳でマレーシアから渡米した。
エバーグリーン・スクール・フォー・ギフテッド・チルドレンに通っていた時にエメット・シアと出会い、加速する数学のクラスとマジック:ザ・ギャザリングのプレイをしていた。
2007年にシア、マイケル・セイベル、カイル・ボークトらと共にライブストリーミング配信サイト・Justin.tvを設立。カンは自身のライフキャスティングを年中無休で配信していた。カンのライフキャスティングは8か月続き、パートナー4社は誰でもライブストリーミングを公開できるプラットフォームの提供に移行した。Justin.tv, Inc.はTwitch Interactive, Inc.に社名変更され、2014年8月5日にJustin.tvのサービスが終了するまで続いた。
2011年6月にJustin.tvはゲームコンテンツを「TwitchTV」としてスピンオフさせることを決定し、パブリックベータ版として「TwitchTV」を公開した。2014年9月、Twitch InteractiveをAmazonに対して9億7000万米ドルで売却した。
2012年2月、弟でUserVoiceの元営業・事業開発責任者であるダニエル・カン、スタンフォード大学バイオインフォマティクス修士課程卒業生のアミール・ガズビニアンらと共に、Yコンビネータの支援によって人々がリアルタイムで仕事を完了してくれる人を見つけることができるサービスとしてExecを設立。
2017年9月、ベベ・チュエらと共に、起業家による起業家のためのスタートアップ専門法律事務所としてAtriumを設立。2018年9月、アンドリーセン・ホロヴィッツ率いる資金調達ラウンドで6,500万ドルを調達したことを発表した。また、セイベル、アンドリュー・チェン、マーク・アンドリーセンらがAtriumの取締役会に加わった。Atriumは2020年3月に閉鎖するまで続いた。
2021年12月、Fractalによるゲーム用非代替性トークン（NFT）のマーケットプレイスを開始。